# Zone libre de la république de Chine

Territoires administrés par Taïwan (république de Chine)

La zone libre de la république de Chine (chinois : 中華民國憲法增修條文), également appelée zone de Taïwan — plus rarement zone de Tai-Min (Taiwan et Fuchien) — est une locution qui désigne les territoires sous le contrôle effectif de la république de Chine,.
Elle est d'usage à partir du 1er mai 1991 et l'entrée en vigueur des Articles additionnels de la Constitution de la république de Chine. Le terme est également utilisé dans le statut traitant des relations entre la population de la zone de Taïwan et celle de la zone continentale (en) adoptées en 1992.
La zone actuellement définie comprend les groupes d'îles de Taiwan, Penghu, Kinmen, Matsu et quelques îles mineures. Le terme collectif « Tai-Peng-Kin-Ma » est équivalent, sauf qu'il ne regroupe que les îles de Taïwan, Penghu, Matzu et Kinmen ; à l'exception des îles Wuchiu, Dongsha et Taiping.
Le terme est complémentaire à celui de « zone continentale », synonyme de Chine continentale, c'est-à-dire sous contrôle de la république populaire de Chine et ce, malgré la constitution de la république de Chine qui, en vertu du statu quo, n'a jamais défini de frontières territoriales spécifiques,.
Bien qu'elle reconnaisse la réalité du détroit de Taïwan, la république de Chine revendique toujours, d'un point de vue technique, être le seul représentant de la Chine en vertu de sa constitution.

## Contexte

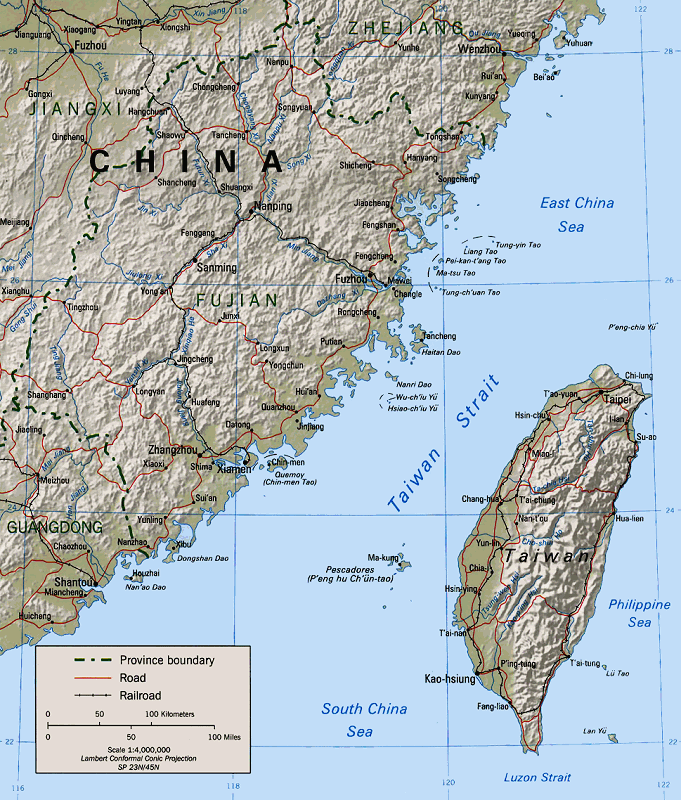
carte du détroit de Taïwan

Le terme « zone libre » ou « Chine libre » fait quant à lui référence à une expression courante pendant la seconde guerre sino-japonaise (1937-1945) pour décrire les territoires sous le contrôle du gouvernement nationaliste dirigé par le Kuomintang à Chongqing (anciennement Chungking), par opposition aux régions chinoises sous occupation japonaise, y compris Nanjing (anciennement Nankin), la capitale de la république de Chine jusqu'à l'invasion japonaise en 1937.
L'occupation japonaise de l'île prend fin avec la capitulation du Japon en 1945. Or, l'expression « Chine libre » va prendre un nouveau sens dans le contexte du début de la guerre froide. Avec la victoire du Parti communiste dans la guerre civile en 1949, la république populaire de Chine renforce son contrôle sur le continent, tandis que le gouvernement du Kuomintang se retire sur l'île, il y installe son gouvernement à Taipei pour perpétuer les institutions de la république de Chine.
Tchang Kaï-chek établit alors des dispositions temporaires reconnaissant la Chine continentale en état de « rébellion communiste », les territoires demeurés sous administration nationaliste constituant la dite « zone libre ». On parle alors de « Chine nationaliste » ou de « Chine libre » (république de Chine) par opposition à la « Chine communiste » (république populaire de Chine). Le gouvernement taïwanais met officiellement fin à ces dispositions le 1er mai 1991 avec l'entrée en vigueur des articles additionnels de la révision constitutionnelle de 2005, ce que ne fait pas le continent qui préfèrera le maintien d'un statu quo.
Avant la bataille de l'archipel des Tachen en 1955, Taïwan englobait les îles Tachen, au large de la province du Zhejiang (anciennement Chekiang). À la suite d'un premier conflit armé entre Taïwan et la Chine, la république de Chine cède ces îles à la république populaire de Chine.
L'emploi de l'expression « zone libre » est dû à la rencontre de plusieurs facteurs. D'abord, en raison de la doctrine pékinoise poussant à la reconnaissance d'une seule Chine au seul profit de la république populaire de Chine. Elle fait également suite aux mouvement citoyens des années 1980 et 1990 opposés à la dictature du Kuomintang et qui ont réclamé une réforme des institutions. De 1948 à 1991, les membres du Yuan législatif demeuraient indéfiniment à leur poste, le Yuan exécutif étant élu par ce même « Parlement éternel », composé principalement des nationalistes vieillissants du KMT. Tout en acceptant la nécessité d'une démocratie accrue, craignaient que ces changements constitutionnels n'agissent en faveur de l'indépendance Taïwanaise, et ne pénalise l'économie taïwanaise dépendante de ses liens avec le continent.

## Nomenclatures
Différents noms sont utilisés pour décrire la zone géopolitique, notamment :
| Nom court         | Zone de Taïwan | La zone libre | Zone Tai-Peng-Kin-Ma                                                         | Région Tai-Min |
| ----------------- | --- | --- | ---------------------------------------------------------------------------- | --- |
| Nom long          | Zone de Taïwan [ II ] | Zone libre de la république de Chine [ I ] | Taïwan-Penghu- Région de Kinmen-Matsu                                        | Région de Taïwan-Fukien |
| Chinois           | 臺灣地區 | 自由地區 | 臺澎金馬地區                                                                 | 臺閩地區 |
| mandarin          | Táiwān dìqū | Zìyóu dìqū | Tái-Pēng-Jīn-Mǎ dìqū                                                         | Tái-Mǐn dìqū |
| Hokkien taïwanais | Tâi-oân tē-khu | Chū-iû tē-khu | Tâi-Phêⁿ-Kim-Má tē-khu                                                       | Tâi-Bân tē-khu |
| Hakka             | Thòi-vàn thi-khî | Chhṳ-yù thi-khî | Thòi-Phàng-Kîm-Mâ thi-khî                                                    | Thòi-Mén thi-khî |
| Matsunese         | Dài-uăng dê-kṳ̆ | Cê̤ṳ-iù dê-kṳ̆ | Dài-Pàng-Gĭng-Mā dê-kṳ̆                                                       | Dài-Mìng dê-kṳ̆ |
| Remarques         | Désigne l'espace géographique entourant l'île de Taïwan. Ce terme est utilisé par diverses législations et réglementations qui régissent les relations entre les deux rives du détroit. | « Libre » désigne la zone qui n’est pas sous le contrôle du Parti communiste. Ce terme est utilisé par les articles additionnels de la Constitution. | Désigne les quatre principaux archipels sous la juridiction du gouvernement. | Désigne les deux provinces historiques actuellement administrées : - Taïwan : Taïwan et Penghu ; - une partie du Fukien : Kinmen et Matsu (閩est l'abréviation traditionnelle de Fukien). |

## Définitions juridiques
L'expression « zone libre de la république de Chine » persiste encore aujourd'hui dans la législation de la ROC. Elle est introduite dans sa Constitution par la promulgation de la première série d’amendements constitutionnels de 1991, qui ont été conservés dans la révision constitutionnelle de 2005.
Une série d'articles additionnels confère de nombreux droits relatifs à l'exercice de la citoyenneté des taïwanais – c'est-à-dire ceux résidants en « zone libre de la république de Chine » – y compris celui d'élire le président et le corps législatif.
Si la révision constitutionnelle de 1991 accorde plus de droits au peuple taïwanais, elle continue de privilégier l'expression « zone libre » plutôt que "Taïwan", dans l'unique but de maintenir l'idée que la république de Chine englobe davantage de territoires que l'île de Taïwan.
L'expression « zone de Taïwan » qui est utilisée dans le texte des lignes directrices pour la réunification nationale (en) fait référence quant à elle « [au] territoire de la république de Chine en dehors de la zone de Taïwan ».
L'expression « zone continentale » fait explicitement référence à la Chine continentale, soit la république populaire de Chine, à l'exception de la « zone de Hong Kong et de Macao ».
La rétrocession de ces anciennes colonies européennes à la république populaire de Chine a nécessité que soient élaborées des lois régissant les relations entre Taïwan et elles. Ces lois étant rédigées de manière à ménager les revendications de souveraineté du voisin chinois sur Hong Kong et Macao.

### Utilisation par la république populaire de Chine
La politique d'une seule Chine aboutit à ce que la république populaire de Chine (RPC) conteste l'autodétermination des citoyens de la république de Chine.
Une série d'expressions dénommés « termes liés à Taïwan » (涉台用语) sont alors inventés et utilisées dans les déclarations officielles, les reportages et les communiqués de presse produits et diffusés sur le continent. Parmi eux, les termes « zone de Taïwan », « autorité de Taïwan » (台湾当局), « région de Taïwan » ou « province de Taïwan », remplacent « république de Chine » et « Taïwan ». Ne mentionner que « Taïwan » risquant de donner l'impression que Taïwan est un pays indépendant. Aussi, l'expression « leader de la région de Taïwan » (台湾地区领导人地区领导人) remplace « président de la république de Chine » ou « président de Taïwan » ; « citoyens taïwanais » est remplacé par « résidents de la région de Taïwan » (台湾地区居民) ; tandis que le Yuan exécutif est appelé « organe exécutif de la région de Taïwan » (台湾地区行政管理机构), etc.
Dans ses statistiques officielles, la RPC désigne par « zone de Taïwan » la « zone libre » administrée par Taïwan, qu'elle considère comme une région administrative spéciale (au même titre que pour Hong Kong et Macao) plutôt que comme une province autonome. Ce qu'ils désignent par province de Taïwan se limite à l'île de Taïwan et celles proches (les îles Pescadores, etc), mais la « zone de Taïwan »  est toute la zone administrée par Taipei et comprend les îles du Fujian telles que Kinmen, Matsu, ainsi que (au moins en principe) l'île Pratas (Tungsha/Dongsha) (faisant partie du district de Cijin, Kaohsiung ; revendiquée comme faisant partie de la province du Guangdong par la RPC) et les îles Taiping (attribuées à Kaohsiung par la ROC, et à Sansha et Hainan par la RPC)[réf. nécessaire].
En 2017, l'agence de presse nationale chinoise Xinhua interdit l'emploi des guillemets pour désigner les autorités de Taïwan (à l'exception des homonymes taïwanais (Fujian et Lienchiang) et préférer l'usage de « région de Taïwan » à « province de Taiwan » (Chine), puisqu'elle exclut les îles Kinmen et Matsu.

## Divisions administratives
| République de Chine   |                                 |                       |                                  |                       |                              |
| Zone libre (de facto) | Zone libre (de facto)           | Zone libre (de facto) | Zone libre (de facto)            | Zone libre (de facto) | Chine continentale (de jure) |
| Municipalité spéciale | Municipalité spéciale           | Provinces             | Provinces                        | Provinces             | Non administré               |
| Municipalité spéciale | Municipalité spéciale           | Comtés                | Comtés                           | Villes provinciales   | Non administré               |
| Districts             | Districts indigènes montagnards | Canton                | Villes administrées par le comté | Districts             | Non administré               |
| Villages              |                                 |                       |                                  |                       | Non administré               |
| Voisinage             |                                 |                       |                                  |                       | Non administré               |